# Lőrinczy Gábor
Lőrinczy Gábor (Szentendre, 1952. október 24. –) régész.

## Életpályája
1972-ben érettségizett budapesti II. Rákóczi Ferenc Gimnáziumban. 1976–1981 között a József Attila Tudományegyetem történelem-régészet szakán végzett.
1981–1984 között a nyíregyházai Jósa András Múzeum régész-muzeológusa. 1985–től a szegedi Móra Ferenc Múzeum régész-muzeológusa, 1990-től régész-főmuzeológusa, 1998-tól régészeti osztályvezető, 2011-től régész-főmuzeológus. 1989–2005 között a Szegedi Tudományegyetem Régészeti Tanszékének oktatója.
1999–től az Ősrégészeti Társaság, 2006-tól a Magyar Régész Szövetség alapító tagja, 2009–2011 között alelnöke. Számos konferenciakötet szerkesztője. 1995–2005 között a Móra Ferenc Múzeum Évkönyve – Studia Archaeologica kötetek társszerkesztője, a szegedi Móra Ferenc Múzeum régészeti tárgyú kiadványainak egyik szerkesztője, illetve 2001–től a Régészeti Kutatások Magyarországon szerkesztőbizottság tagja.
Ásatott többek között Hódmezővásárhely-Kishomokon, Kisteleken, Nagyhalász-Pusztatemplomon, Szatymazon, Szegeden, Szeged-Kiskundorozsmán, Szegvár-Oromdűlőn és Tiszalök-Kövesteleken.

## Művei
- 1985 Szegvár-Szőlőkalja X. századi temetője. ComArchHung 1985, 141–162.
- 1991 A szegvár-oromdűlői kora avarkori temető 1. sírja. MFMÉ 1984–1985/2, 127–154.
- 1992 Középkori téglaégető kemencék Csongrádról és Békéscsabáról. MFMÉ 1989–1990/1, 159–180.
- 1993 Vorläufiger Bericht über die Freilegung des Gräberfeldes aus dem 6.–7. Jahrhundert in Szegvár-Oromdűlő - Weitere Daten zur Interpretierung und Bewertung der partiellen Tierbestattungen in der frühen Awarenzeit. ComArchHung 1993, 51–96.
- 1993 Megjegyzések a korai csongrádi vár topográfiájáról. In: Lőrinczy G. (szerk.): Az Alföld a 9. században. Szeged, 187–196.
- 1994 Megjegyzések a kora avar kori temetkezési szokásokhoz. A fülkesíros temetkezés. In: Lőrinczy Gábor (szerk.): A kőkortól a középkorig. Szeged, 311–335.
- 1995 Fülkesírok a szegvár-oromdűlői kora avar kori temetőből - Néhány megjegyzés a fülkesíros temetkezések változatairól, kronológiájáról és területi elhelyezkedéséről. MFMÉ – StudArch 1, 399–416.
- 1996 Kora avar kori sír Szentes-Borbásföldről. MFMÉ – StudArch 2, 177–190.
- 1997 A szegvár-oromdűlői 10–11. századi temető. MFMÉ – StudArch 3, 201–285. (tsz. Bende Lívia)
- 1998 Kelet-európai steppei népesség a 6–7. századi Kárpát-medencében - Régészeti adatok a Tiszántúl kora avar kori betelepüléséhez. MFMÉ – Studia Archaeologica 4, 343–372.
- 2002 Kora bronzkori temető és település a kiskundorozsmai Hosszúhát-Halmon. MFMÉ – Studia Archaeologica 8, 77–107. (tsz. Bende Lívia)
- 2002 Honfoglalás kori temetkezés Kiskundorozsma-Hosszúhát-halomról. MFMÉ – Studia Archaeologica 8, 351–402. (tsz. Bende Lívia – Türk Attila)
- 2005 Alpi típusú övgarnitúra a szegvár-oromdűlői 81. sírból. Zalai Múzeum 14, 137–167. (tsz. Straub Péter)
- 2006 Az avar kori padmalyos temetkezésekről. Szempontok a Kárpát-medencei padmalyos temetkezések értékeléséhez. Arrabona 44/1, 279–316. (tsz. Straub Péter)
- 2011 10. századi temető Szeged-Kiskundorozsma, Hosszúhátról. Újabb adatok a Maros-torkolat Duna–Tisza közi oldalának 10. századi településtörténetéhez. MFMÉ – Studia Archaeologica 12, 419–449. (tsz. Türk Attila)
- Türk Attila–Lőrinczy Gábor: Régészeti és természettudományi adatok a Maros-torkolat nyugati oldalának 10. századi történetéhez; Archaeolingua, Bp., 2015 (Studia ad Archaeologiam Pazmaniensiae)

## Díjai, elismerései
- 2002 Tömörkény-díj (megosztva Bende Líviával és Szalontai Csabával)